# Philipp Wilhelm von Hornick
Philipp Wilhelm von Hornick også von Hörnigk (23. januar 1640 i Frankfurt am Main – 23. oktober 1714 i Passau) var en tysk økonom. 
Von Hornick virkede som statstjenestemand i Ærkehertugdømmet Østrig. Han var den mest centrale østrigske økonomiske tænker i sit århundrede og stod for en avanceret form for merkantilisme. Han skrev under krigene mod Det Osmanniske Rige, hvilket utvivlsomt farvede hans økonomiske og politiske tænkning. Hans hovedanliggende var hvordan, Østrig skulle styrke sin gryende industri og opnå økonomisk velstand.
I bogen Österreich Über Alles, wann es nur will (Østrig over alt, hvis blot det vil) fra 1684 formulerede han ni grundsætninger for økonomisk politik: 
- At hver tomme af et lands jord skal bruges til landbrug, bjergværksdrift eller vareforædling;
- At alle råvarer, der findes i et land, kan anvendes i den indenlandske produktion, da færdigvarer har en højere værdi end råvarer;
- At en stor, arbejdende befolkning bør fremmes;
- At al udførsel af guld og sølv forbydes, og at al indenlandsk mønt holdes i omløb;
- At al indførsel af udenlandske varer holdes mest muligt i ave;
- At når en vis vareindførsel er uundgåelig, skal det fortrinsvis ske ved at bytte med egne forædlede varer;
- At indførslen mest muligt begrænses til råvarer, der kan forædles i landet;
- At der til enhver tid skal søges at sælge landets overskud af forædlede varer til udlandet, helst mod guld og sølv;
- At indførsel af varer, som allerede findes i tilstrækkelig mængde i hjemlandet, skal forbydes.

Bogen blev udgivet blot et år efter den sidste tyrkiske belejring af Wien og kom i alt i seksten oplag de næste hundrede år. Ved hundredeårsjubilæet for bogen skrev Benedikt Hermann i forordet i 1784, at den stærke økonomiske vækst, som Østrig havde oplevet i mellemtiden, var et resultat af von Hornick's politiske strategi.

## Forfatterskab
- Österreich Über Alles, wann es Nur Will (Østrig over alt, hvis blot det vil); 1684.